# Delias inopinata
Delias inopinata is een vlindersoort uit de familie van de Pieridae (witjes), onderfamilie Pierinae.
Delias inopinata werd in 2000 beschreven door Lachlan.